# Micro-projet
Vous pouvez aider à l'améliorer ou bien discuter des problèmes sur sa page de discussion.
- Il ne cite pas suffisamment ses sources. Vous pouvez indiquer les passages à sourcer avec {{référence nécessaire}} ou {{Référence souhaitée}}, et inclure les références utiles en les liant aux notes de bas de page. (Marqué depuis novembre 2021)
- Son texte doit être wikifié : il ne correspond pas à la mise en forme Wikipédia (style, typographie, liens internes, liens entre les wikis, etc.). (Marqué depuis novembre 2021)

- Archive Wikiwix
- Bing
- Cairn
- DuckDuckGo
- E. Universalis
- Gallica
- Google
- G. Books
- G. News
- G. Scholar
- Persée
- Qwant
- (zh) Baidu
- (ru) Yandex
- (wd) trouver des œuvres sur Wikidata

Les micro-projets sont une des appellations utilisées par les bailleurs de fonds pour leurs actions de terrain; par opposition avec les programmes d'aide directe aux gouvernements ou aux grandes institutions des pays bénéficiaires.
La plupart des pays donateurs ou des institutions multilatérales d'aide au développement financent et mettent en œuvre des programmes de micro-projets, généralement avec la participation active des autorités du pays d'accueil.
Les micro-projets sont « micro » par opposition aux programmes d'envergure macroéconomique, comme le soutien aux importations, la construction d'un port ou la formation continue de personnels de toute une administration, qui se chiffrent par dizaines ou centaines de millions d'euros ou de dollars. En ce sens, le micro-projet est moins important qu'un programme macroéconomique, il reste d'échelle villageoise ou communautaire et n'a qu'une influence locale, mais celle-ci est multipliée par autant de fois qu'il existe de micro-projets dans un pays. Il touche les gens au cœur de leurs préoccupations et leur permet d'agir sur leur situation.

## Les spécificités
1. la participation des acteurs-bénéficiaires
2. une enveloppe financière adaptée
3. des résultats rapides et durables

### Participation des acteurs-bénéficiaires
Le micro-projet - pour être concret, disons la construction d'un pont enjambant une ravine dangereuse actuellement franchie à gué - exprime la participation des gens dès son identification. Ainsi c'est le comité de quartier de ce bidonville qui envoie une délégation au bureau du programme pour expliquer que les habitants ont besoin de ce pont. Ils disent aussi qu'ils ont les personnes pouvant procéder à l'étude technique et à la construction de celui-ci. Au fur et à mesure de la négociation avec le bailleur de fonds, ils font réaliser et présentent un devis, ils démontrent qu'ils sauront gérer l'argent, qu'ils obtiendront toutes les autorisations nécessaires, qu'ils pourront faire appel à la bonne volonté de tous en terrain ou en travail, qu'ils tiennent compte des changements prévisibles que va entraîner le nouveau pont, qu'ils sauront gérer aussi les conflits...
Et le bailleur débloque l'argent, par tranches, et le projet commence à devenir une réalité.

### Enveloppe financière adaptée
Le montant d'un micro-projet peut varier de 25 000 à 250 000 euros. C'est de toutes façons une somme importante quand on n'est qu'un comité de quartier ou une association paysanne ou un groupe de jeunes décidés à faire tourner une petite manufacture... La somme globale correspond au besoin réel, compte tenu de la participation localement apportée en travail, en nature ou même en argent. C'est une somme négociée au plus près de la réalité. La négociation même de l'enveloppe induit chez les bénéficiaires le besoin de compétences, de transparence aussi. À cet effet des garde-fous sont mis en place, pour que la population soit informée des questions financières et puisse exercer son droit de surveillance. Des formations peuvent être incluses dans le projet, pour la bonne marche de la construction et pour la gestion comptable des sommes dépensées. Le suivi, tranche après tranche, par le bailleur de fonds des dépenses et des réalisations en parallèle est une nécessité.

### Résultats rapides et durables
Alors, si tout s'est bien passé, le pont est construit, dans les délais en tenant compte des inévitables retards, et il est solide. Il rend de grands services, sauve des vies les jours d'orage, rassure les enfants, sert de nouveau lieu de rendez-vous, fait la fierté du bidonville. Une étape dans le développement de ce quartier périphérique est franchie. L'avenir passe par le pont... Le comité de quartier est assez crédible pour certains jours organiser un péage de façon à consolider les berges, ou bien indemniser un propriétaire dont la maison, gênante pour la circulation, devra être démolie. Bref, le microprojet a permis de réaliser un équipement structurant, normalement du ressort des services publics, qui a un impact local direct en emplois, puis surtout par son utilité, pour des milliers de personnes. Dans d'autres cas, le service rendu peut ne concerner, apparemment, qu'un groupe plus restreint. L'intérêt se porte alors sur l'effet social d'entraînement et le rôle du bailleur est d'accompagner le groupe assez loin pour qu'il surmonte ses obstacles.

## Les secteurs d'interventions
1. la vie économique
2. les équipements publics
3. éviter le saupoudrage